# Zeven dagen lang
Zeven dagen lang – singel holenderskiego zespołu muzycznego Bots wydany w 1976 roku. W 2005 roku została wydana wersja z raperem Alim B.

## Lista utworów
- Płyta gramofonowa (1976)[1]

1. „Zeven dagen lang” – 5:24
2. „Korte metten” – 3:24

- Płyta gramofonowa (1976)[1]

1. „Zeven dagen lang” – 5:24
2. „Boerendans” – 3:43

- CD (2005)[2]

1. „Zeven dagen lang” (Bots) – 3:46
2. „Zeven dagen lang” (Bots + Ali B) – 3:24
3. „Zeven dagen lang” (Meezingversie) – 3:46
4. „Zeven dagen lang” (Meerapversie) – 3:54

## Pozycje na listach
| Kraj     | Lista (1976)  | Najwyższa pozycja |
| -------- | ------------- | ----------------- |
| Holandia | Single Top 30 | 17                |